# Alexandre Edmond Becquerel
Alexandre Edmond Becquerel (ur. 24 marca 1820 w Paryżu, zm. 11 maja 1891 tamże) – fizyk francuski. Syn Antoine'a i ojciec noblisty Henriego.
W 1852 został profesorem w Conservatoire national des arts et métiers, a od 1878 pracował w Muzeum Historii Naturalnej w Paryżu wraz z ojcem, którego był studentem, asystentem oraz następcą. W 1863 przyjęto go do Francuskiej Akademii Nauk.
Jego prace badawcze dotyczyły elektryczności i fotografii. W 1840 r. naukowiec odkrył zjawisko fotowoltaiczne, a w 1866 jako pierwszy dokonał pomiaru temperatury za pomocą ogniwa termoelektrycznego.